# Skilanglauf-Slavic-Cup 2018/19
Der Skilanglauf-Slavic-Cup 2018/19 war eine von der FIS organisierte Wettkampfserie, die zum Unterbau des Skilanglauf-Weltcups 2018/19 gehörte. Sie begann am 15. Dezember 2018 in Štrbské Pleso und endete am 24. März 2019 in Kremnica. In der Gesamtwertung der Männer gewann der Slowake Ján Koristek und bei den Frauen die Polin Izabela Marcisz.

## Männer

### Resultate
| 1. Slavic-Cup in Štrbské Pleso, 15. bis 16. Dezember 2018 | 1. Slavic-Cup in Štrbské Pleso, 15. bis 16. Dezember 2018 | 1. Slavic-Cup in Štrbské Pleso, 15. bis 16. Dezember 2018 | 1. Slavic-Cup in Štrbské Pleso, 15. bis 16. Dezember 2018 | 1. Slavic-Cup in Štrbské Pleso, 15. bis 16. Dezember 2018 |
| --------------------------------------------------------- | --------------------------------------------------------- | --------------------------------------------------------- | --------------------------------------------------------- | --------------------------------------------------------- |
| Datum                                                     | Disziplin                                                 | Erster Platz                                              | Zweiter Platz                                             | Dritter Platz                                             |
| 15. Dezember 2018                                         | 10 km klassisch                                           | Peter Mlynár                                              | Jan Antolec                                               | Ján Koristek                                              |
| 16. Dezember 2018                                         | Sprint Freistil                                           | Paweł Klisz                                               | Jan Antolec                                               | Ján Koristek                                              |

| 2. Slavic-Cup in Štrbské Pleso, 29. bis 30. Dezember 2018 | 2. Slavic-Cup in Štrbské Pleso, 29. bis 30. Dezember 2018 | 2. Slavic-Cup in Štrbské Pleso, 29. bis 30. Dezember 2018 | 2. Slavic-Cup in Štrbské Pleso, 29. bis 30. Dezember 2018 | 2. Slavic-Cup in Štrbské Pleso, 29. bis 30. Dezember 2018 |
| --------------------------------------------------------- | --------------------------------------------------------- | --------------------------------------------------------- | --------------------------------------------------------- | --------------------------------------------------------- |
| Datum                                                     | Disziplin                                                 | Erster Platz                                              | Zweiter Platz                                             | Dritter Platz                                             |
| 29. Dezember 2018                                         | 10 km Freistil                                            | Ján Koristek                                              | Jan Antolec                                               | Paweł Klisz                                               |
| 30. Dezember 2018                                         | 10 km klassisch                                           | Ján Koristek                                              | Jan Antolec                                               | Andrej Segeč                                              |

| 3. Slavic-Cup in Zakopane, 2. bis 3. Februar 2019 | 3. Slavic-Cup in Zakopane, 2. bis 3. Februar 2019 | 3. Slavic-Cup in Zakopane, 2. bis 3. Februar 2019 | 3. Slavic-Cup in Zakopane, 2. bis 3. Februar 2019 | 3. Slavic-Cup in Zakopane, 2. bis 3. Februar 2019 |
| ------------------------------------------------- | ------------------------------------------------- | ------------------------------------------------- | ------------------------------------------------- | ------------------------------------------------- |
| Datum                                             | Disziplin                                         | Erster Platz                                      | Zweiter Platz                                     | Dritter Platz                                     |
| 2. Februar 2019                                   | 10 km klassisch                                   | Ján Koristek                                      | Michal Skowron                                    | Robert Bugara                                     |
| 3. Februar 2019                                   | 15 km Freistil                                    | Ján Koristek                                      | Lukasz Kunc                                       | Kacper Antolec                                    |

| 4. Slavic-Cup in Wisla, 9. bis 10. März 2019 | 4. Slavic-Cup in Wisla, 9. bis 10. März 2019 | 4. Slavic-Cup in Wisla, 9. bis 10. März 2019 | 4. Slavic-Cup in Wisla, 9. bis 10. März 2019 | 4. Slavic-Cup in Wisla, 9. bis 10. März 2019 |
| -------------------------------------------- | -------------------------------------------- | -------------------------------------------- | -------------------------------------------- | -------------------------------------------- |
| Datum                                        | Disziplin                                    | Erster Platz                                 | Zweiter Platz                                | Dritter Platz                                |
| 9. März 2019                                 | Sprint klassisch                             | Maciej Staręga                               | Dominik Bury                                 | Kamil Bury                                   |
| 10. März 2019                                | 15 km Freistil                               | Dominik Bury                                 | Mariusz Michałek                             | Krzysztof Małkiński                          |

| 5. Slavic-Cup in Kremnica, 23. bis 24. März 2019 | 5. Slavic-Cup in Kremnica, 23. bis 24. März 2019 | 5. Slavic-Cup in Kremnica, 23. bis 24. März 2019 | 5. Slavic-Cup in Kremnica, 23. bis 24. März 2019 | 5. Slavic-Cup in Kremnica, 23. bis 24. März 2019 |
| ------------------------------------------------ | ------------------------------------------------ | ------------------------------------------------ | ------------------------------------------------ | ------------------------------------------------ |
| Datum                                            | Disziplin                                        | Erster Platz                                     | Zweiter Platz                                    | Dritter Platz                                    |
| 23. März 2019                                    | 10 km klassisch                                  | Dominik Bury                                     | Maciej Staręga                                   | Mateusz Haratyk                                  |
| 24. März 2019                                    | 15 km Freistil Massenstart                       | Dominik Bury                                     | Paweł Klisz                                      | Mateusz Haratyk                                  |

### Gesamtwertung Männer
| Rang | Name                | Punkte |
| ---- | ------------------- | ------ |
| 01.  | Ján Koristek        | 620    |
| 02.  | Dominik Bury        | 380    |
| 03.  | Paweł Klisz         | 359    |
| 04.  | Kacper Antolec      | 337    |
| 05.  | Jan Antolec         | 320    |
| 06.  | Michal Skowron      | 269    |
| 07.  | Krzysztof Małkiński | 246    |
| 08.  | Maciej Staręga      | 225    |
| 09.  | Robert Bugara       | 216    |
| 10.  | Wiktor Czaja        | 188    |

| Rang | Name              | Punkte |
| ---- | ----------------- | ------ |
| 011. | Lukasz Bachleda   | 183    |
| 012. | Michal Boreczek   | 182    |
| 012  | Sebastian Bryja   | 182    |
| 014. | Piotr Sobiczewski | 151    |
| 015. | Mateusz Haratyk   | 146    |
| 016. | Peter Mlynár      | 145    |
| 017. | Kamil Bury        | 140    |
| 018. | Jan Mikus         | 138    |
| 019. | Andrej Segec      | 136    |
| 020. | Bogusław Gracz    | 131    |

| Rang | Name                | Punkte |
| ---- | ------------------- | ------ |
| 021. | Dawid Damian        | 125    |
| 022. | Lukasz Kunc         | 123    |
| 023. | Wojciech Pelczar    | 112    |
| 024. | Bartosz Cielniak    | 86     |
| 025. | Tsimur Laskin       | 85     |
| 026. | Arkadiusz Posiadała | 81     |
| 027. | Mariusz Michałek    | 80     |
| 027. | Maciej Zdziechowski | 80     |
| 027. | Andrej Renda        | 80     |
| 030. | Stepan Terentjev    | 69     |

## Frauen

### Resultate
| 1. Slavic-Cup in Štrbské Pleso, 15. bis 16. Dezember 2018 | 1. Slavic-Cup in Štrbské Pleso, 15. bis 16. Dezember 2018 | 1. Slavic-Cup in Štrbské Pleso, 15. bis 16. Dezember 2018 | 1. Slavic-Cup in Štrbské Pleso, 15. bis 16. Dezember 2018 | 1. Slavic-Cup in Štrbské Pleso, 15. bis 16. Dezember 2018 |
| --------------------------------------------------------- | --------------------------------------------------------- | --------------------------------------------------------- | --------------------------------------------------------- | --------------------------------------------------------- |
| Datum                                                     | Disziplin                                                 | Erster Platz                                              | Zweiter Platz                                             | Dritter Platz                                             |
| 15. Dezember 2018                                         | 7,5 km klassisch                                          | Justyna Kowalczyk                                         | Eliza Rucka                                               | Agata Watlo                                               |
| 16. Dezember 2018                                         | Sprint Freistil                                           | Eliza Rucka                                               | Barbora Klementová                                        | Weronika Kaleta                                           |

| 2. Slavic-Cup in Štrbské Pleso, 29. bis 30. Dezember 2018 | 2. Slavic-Cup in Štrbské Pleso, 29. bis 30. Dezember 2018 | 2. Slavic-Cup in Štrbské Pleso, 29. bis 30. Dezember 2018 | 2. Slavic-Cup in Štrbské Pleso, 29. bis 30. Dezember 2018 | 2. Slavic-Cup in Štrbské Pleso, 29. bis 30. Dezember 2018 |
| --------------------------------------------------------- | --------------------------------------------------------- | --------------------------------------------------------- | --------------------------------------------------------- | --------------------------------------------------------- |
| Datum                                                     | Disziplin                                                 | Erster Platz                                              | Zweiter Platz                                             | Dritter Platz                                             |
| 29. Dezember 2018                                         | 5 km Freistil                                             | Izabela Marcisz                                           | Ina Lukonina                                              | Barbora Klementová                                        |
| 30. Dezember 2018                                         | 5 km klassisch                                            | Justyna Kowalczyk                                         | Izabela Marcisz                                           | Monika Skinder                                            |

| 3. Slavic-Cup in Zakopane, 2. bis 3. Februar 2019 | 3. Slavic-Cup in Zakopane, 2. bis 3. Februar 2019 | 3. Slavic-Cup in Zakopane, 2. bis 3. Februar 2019 | 3. Slavic-Cup in Zakopane, 2. bis 3. Februar 2019 | 3. Slavic-Cup in Zakopane, 2. bis 3. Februar 2019 |
| ------------------------------------------------- | ------------------------------------------------- | ------------------------------------------------- | ------------------------------------------------- | ------------------------------------------------- |
| Datum                                             | Disziplin                                         | Erster Platz                                      | Zweiter Platz                                     | Dritter Platz                                     |
| 2. Februar 2019                                   | 5 km klassisch                                    | Justyna Kowalczyk                                 | Izabela Marcisz                                   | Urszula Letocha                                   |
| 3. Februar 2019                                   | 10 km Freistil                                    | Izabela Marcisz                                   | Urszula Letocha                                   | Weronika Kaleta                                   |

| 4. Slavic-Cup in Wisla, 9. bis 10. März 2019 | 4. Slavic-Cup in Wisla, 9. bis 10. März 2019 | 4. Slavic-Cup in Wisla, 9. bis 10. März 2019 | 4. Slavic-Cup in Wisla, 9. bis 10. März 2019 | 4. Slavic-Cup in Wisla, 9. bis 10. März 2019 |
| -------------------------------------------- | -------------------------------------------- | -------------------------------------------- | -------------------------------------------- | -------------------------------------------- |
| Datum                                        | Disziplin                                    | Erster Platz                                 | Zweiter Platz                                | Dritter Platz                                |
| 9. März 2019                                 | Sprint klassisch                             | Alena Procházková                            | Monika Skinder                               | Izabela Marcisz                              |
| 10. März 2019                                | 10 km Freistil                               | Izabela Marcisz                              | Alena Procházková                            | Magdalena Kobielusz                          |

| 5. Slavic-Cup in Kremnica, 23. bis 24. März 2019 | 5. Slavic-Cup in Kremnica, 23. bis 24. März 2019 | 5. Slavic-Cup in Kremnica, 23. bis 24. März 2019 | 5. Slavic-Cup in Kremnica, 23. bis 24. März 2019 | 5. Slavic-Cup in Kremnica, 23. bis 24. März 2019 |
| ------------------------------------------------ | ------------------------------------------------ | ------------------------------------------------ | ------------------------------------------------ | ------------------------------------------------ |
| Datum                                            | Disziplin                                        | Erster Platz                                     | Zweiter Platz                                    | Dritter Platz                                    |
| 23. März 2019                                    | 5 km klassisch                                   | Justyna Kowalczyk                                | Izabela Marcisz                                  | Eliza Rucka                                      |
| 24. März 2019                                    | 10 km Freistil Massenstart                       | Izabela Marcisz                                  | Alena Procházková                                | Urszula Letocha                                  |

### Gesamtwertung Frauen
| Rang | Name                | Punkte |
| ---- | ------------------- | ------ |
| 01.  | Izabela Marcisz     | 700    |
| 02.  | Eliza Rucka         | 466    |
| 03.  | Agata Watlo         | 447    |
| 04.  | Justyna Kowalczyk   | 400    |
| 05.  | Magdalena Kobielusz | 395    |
| 06.  | Weronika Kaleta     | 370    |
| 07.  | Monika Skinder      | 348    |
| 08.  | Alena Procházková   | 310    |
| 09.  | Barbora Klementová  | 294    |
| 10.  | Klaudia Kołodziej   | 251    |
| 011. | Urszula Letocha     | 245    |

| Rang | Name                | Punkte |
| ---- | ------------------- | ------ |
| 012. | Marcelina Wojtyła   | 240    |
| 013. | Ewelina Kolodziej   | 216    |
| 014. | Karolina Kukuczka   | 193    |
| 015. | Andżelika Szyszka   | 134    |
| 016. | Karolina Kaleta     | 133    |
| 017. | Maria Danielova     | 125    |
| 018. | Justyna Stefaniuk   | 121    |
| 019. | Ina Lukonina        | 120    |
| 020. | Sonia Miczolek      | 115    |
| 021. | Marianna Klementova | 111    |
| 022. | Julia Demkowska     | 100    |

| Rang | Name                  | Punkte |
| ---- | --------------------- | ------ |
| 023. | Lucia Michalickova    | 91     |
| 024. | Kamila Gasienica      | 90     |
| 025. | Catherine Spierenburg | 77     |
| 026. | Magdalena Muzyn       | 67     |
| 027. | Kristína Sivoková     | 66     |
| 028. | Aneta Smerciaková     | 62     |
| 029. | Anna Berezecka        | 53     |
| 030. | Iwona Piekarz         | 49     |
| 030. | Magdalena Czusz       | 49     |